# HD 29526
HD 29526，又名BD+48 1128，SAO 39688、HR 1482，是一颗恒星，视星等为5.67，位于銀經157.06，銀緯1.28，其B1900.0坐标为赤經4h 33m 56.4s，赤緯+48° 1.28′ 23″。